# Qom
Qom o Qum (in persiano قم‎ · ), ma anche Qomm, è una città dell'Iran. È il centro amministrativo della provincia di Qom, e aveva, nel 2006, 957 496 abitanti. 
La città è attraversata dall'omonimo fiume. Qum è la seconda città santa dell'Iran dopo Mashhad e ospita il santuario di Hażrat-é Maʿsūmeh, dove possono entrare solo musulmani. La città fu il cuore della rivoluzione iraniana ed è uno dei luoghi più conservatori del Paese nonché sede di "addestramento spirituale" delle unità della Forza Quds.
Qom è stata la residenza di Ruhollah Khomeyni che per un periodo, dopo la rivoluzione del 1979, ha guidato l'Iran proprio da questa città. Inoltre è stata la città natale di Ḥasan-i Ṣabbāḥ, fondatore dell'ordine ismailita dei Nizariti. Qom attira studiosi e studenti sciiti da tutto il mondo, oltre a migliaia di pellegrini.

## Nome
Alcuni ricercatori hanno considerato la parola "Kom" (nell'antico nome di Komidan (Komiran)) come "città" e credono che esista una connessione lessicale tra le parole "Komiran", "Shemiran (vicino a Teheran)", "Teheran ", "Chamran (nelle zone di Saveh)" e "Iran", e consideravano il vecchio nome di Qom "Komiran" (nel significato di "città dell'Iran").

## Geografia fisica
Il "fiume" principale che attraversa Qom era tanto in secca che è stato coperto di cemento e oggi serve come parcheggio, mercato e parco giochi. La maggior parte degli alberghi e dei ristoranti si trovano lungo le rive dell'ormai ex fiume, nei quartieri intorno al santuario.

## Monumenti e luoghi d'interesse

### Il santuario di Hażrat-e Masūmeh
La città deve la sua importanza al fatto di ospitare il sepolcro di Fāṭemé (sorella dell'Emam Reżā), che morì e fu seppellita qui nel IX secolo. Il vasto complesso monumentale fu costruito durante il regno dello scià ʿAbbās I e degli altri scià safavidi, desiderosi di acquistare credito come buoni sciiti e di creare un contraltare ai santuari di Karbala e Najaf, a quel tempo occupati dagli Ottomani sunniti.
La cupola dorata del santuario fu aggiunta in seguito dallo scià Fatḥ ʿAlī. Come l'enorme cupola rivestita di maioliche e i suoi eleganti minareti, può essere ammirata dai non-musulmani soltanto dall'esterno.

## Economia

### L'impianto nucleare di Fordow
A circa 35 km nord-est della città è situato l'impianto di arricchimento dell'uranio di Fordow, che nel giugno 2025 è stato tra i bersagli dei bombardamenti statunitensi nel corso della guerra Iran-Israele.

## Citazioni letterarie
A Qom si svolgono parte delle vicende narrate dallo scrittore ed educatore italiano Fabio Geda nel racconto del 2010 Nel mare ci sono i coccodrilli, ispirato ad un viaggio attraverso il Pakistan e l'Iran.